# 레벨 랜들
레벨 랜들(Rebel Randall, 1922년 1월 22일 ~ 2010년 7월 22일)은 미국의 배우, 텔레비전 배우, 영화배우, 모델, 라디오 DJ이다.

## 영화
- 샤도우 리턴즈 (1946년)
- 비코즈 오브 힘 (1946년)
- 아틀란틱 시티 (1944년)
- 해피 고 럭키 (1943년)
- 신 타운 (1942년)
- 더 플릿츠 인 (1942년)
- 루이지아나 퍼처스 (1941년)
- 미인극장 (1941년)
- 터너바웃 (1940년)